# Charles (calciatore 1985)
Charles Fernando Basilio da Silva, meglio noto semplicemente come Charles (Rio de Janeiro, 14 febbraio 1985), è un ex calciatore brasiliano, di ruolo centrocampista.
È soprannominato Cão de Briga.

## Caratteristiche tecniche
Mediano, può giocare come interno o come trequartista.

## Carriera

### Club
Cresciuto nel Cruzeiro, è ceduto più volte in prestito per fare esperienza, vincendo anche il campionato Mineiro nel 2005 con l'Ipatinga. Nel 2008, dopo aver vinto un secondo Mineiro con il Cruzeiro, la società lo cede a titolo definitivo al Lokomotiv Mosca, in cambio di € 5 milioni. I russi lo mandano a fare esperienza in Arabia Saudita e in patria (al Santos, dove vince un Paulista e la Libertadores 2011 e al Cruzeiro), e nel gennaio del 2012 è svincolato dal club di Mosca. Firma un contratto con il Cruzeiro, che decide di cederlo in prestito al Palmeiras durante l'annata 2013, durante la quale conquista il campionato di seconda divisione brasiliana.

## Palmarès

### Club

#### Competizioni statali
- Campionato Mineiro: 2

Ipatinga: 2005
Cruzeiro: 2008
- Campionato paulista: 1

Santos: 2011

#### Competizioni nazionali
- Campeonato Brasileiro Série B: 1

Palmeiras: 2013

#### Competizioni internazionali
- Coppa Libertadores: 1

Santos: 2011